# Sowchosnoje (Kaliningrad, Gurjewsk)
Sowchosnoje (russisch Совхозное, deutsch Karlshof) ist ein Ort in der russischen Oblast Kaliningrad. Er gehört zur kommunalen Selbstverwaltungseinheit Stadtkreis Gurjewsk im Rajon Gurjewsk.

## Geographische Lage
Sowchosnoje liegt 22 Kilometer nordöstlich der Oblasthauptstadt Kaliningrad (Königsberg) an der Kommunalstraße von Bajewka (Kuikeim) an der Regionalstraße 27A-024 (ex A190) nach Sokolowka (Damerau). Die nächste Bahnstation ist der O.p. (Ostanowotschny punkt - Haltepunkt) Bajewka 1 an der Bahnstrecke Kaliningrad–Sowetsk (Königsberg–Tilsit).

## Geschichte
Das einstige kleine Karlshof genannte Dorf bestand vor 1945 eigentlich nur aus einem großen Hof. Der Ort war Ortsteil der Landgemeinde Damerau (heute russisch: Sokolowka) und mit ihr in seiner Geschichte eng verbunden. So war Karlshof auch in den Amtsbezirk Damerau integriert, der zum Landkreis Königsberg (Preußen) (1939 bis 1945 Landkreis Samland) im Regierungsbezirk Königsberg der preußischen Provinz Ostpreußen gehörte.
Infolge des Zweiten Weltkrieges kam das nördliche Ostpreußen – und mit ihm auch Karlshof – zur Sowjetunion. Im Jahr 1950 erhielt der Ort die russische Bezeichnung Sowchosnoje und wurde gleichzeitig dem Dorfsowjet Kosmodemjanski selski Sowet im Rajon Gurjewsk zugeordnet. Später gelangte der Ort in den Dobrinski selski Sowet. Von 2008 bis 2013 gehörte Sowchosnoje zur Landgemeinde Dobrinskoje selskoje posselenije und seither zum Stadtkreis Gurjewsk.

## Kirche
Mit seiner überwiegend evangelischen Bevölkerung war Karlshof bis 1945 in das Kirchspiel Schaaken mit Pfarrsitz in Kirche Schaaken (heute russisch: Schemtschuschnoje) eingepfarrt und gehörte somit zum Kirchenkreis Königsberg-Land II innerhalb der Kirchenprovinz Ostpreußen der Kirche der Altpreußischen Union. Heute liegt Sowchosnoje im Einzugsbereich der in den 1990er Jahren neu entstandenen evangelisch-lutherischen Kirchengemeinde in Marschalskoje (Gallgarben). Sie ist eine Filialgemeinde der Auferstehungskirche in Kaliningrad (Königsberg) in der Propstei Kaliningrad der Evangelisch-lutherischen Kirche Europäisches Russland.